# 藤原松影
藤原 松影（ふじわら の まつかげ）は、平安時代初期の貴族。藤原北家魚名流、刑部少輔・藤原星雄の子。官位は従五位下・山城守。

## 経歴
はじめ内舎人を務め、淳和朝の天長4年（827年）式部大丞に任ぜられる。当時、春宮・正良親王（のち仁明天皇）の周りに仕える官人は名家から選りすぐって任じていたが、松影の名声が非常に高かったため春宮少進に転じた。のち式部大丞に還任するが、朝廷での会合の際に、嵯峨上皇の皇子・源常が淳和天皇の勅許を得て帯剣したまま参加しようとしたが、そのような勅が出ていることを知らなかったために、松影は詰問し帯剣を許さなかった。常は恥じて赤面して退朝したが、淳和天皇がこれを知って激怒し、松影は弾正少忠に左遷された（なお、この事件の背景として、当時の式部省が人事・儀礼を管轄する官庁として太政官の命令を法令や規定などを根拠に異論を唱える存在となっており、天皇の勅すら職権を盾に拒絶したことにあったとされている）。
仁明朝に入り、承和元年（834年）遣唐判官兼山城権介に任ぜられるが、老母の存在を理由に再三固辞し、結局辞官を許されている。以降丹波介を挟んで二度に亘って式部大丞を務め、承和11年（844年）従五位下に叙爵。のち、仁明朝後半に式部少輔・左少弁・治部少輔を歴任した。嘉祥3年（850年）仁明天皇の崩御の際には、御前次第司次官を務めている。文徳朝の嘉祥4年（851年）山城守として地方官に遷った。
斉衡2年（855年）1月22日病気により卒去。享年57。最終官位は前山城守従五位下。

## 人物
基準を厳格に守って物事を公正に行う性格で、鬚や眉はまるで描いたように立派であったという。式部大丞を都合四度に亘って務めて故事に精通しており、また進退・容儀の優れた様子は天性のもので、式部省の官人の模範とされた。

## 官歴
『六国史』による。
- 時期不詳：内舎人
- 天長4年（827年） 日付不詳：式部大丞
- 時期不詳：春宮少進。式部大丞。弾正少忠
- 承和元年（834年） 正月19日：遣唐判官。日付不詳：兼山城権介
- 承和3年（836年） 日付不詳：式部大丞
- 時期不詳：正六位上。丹波介。式部大丞
- 承和11年（844年） 正月7日：従五位下
- 承和12年（845年） 2月27日：式部少輔
- 承和13年（846年） 9月14日：左少弁
- 時期不詳：中務少輔
- 嘉祥2年（849年） 正月13日：石見守。2月27日：治部少輔
- 嘉祥4年（851年） 正月11日：山城守
- 斉衡2年（855年） 正月22日：卒去（前山城守従五位下）

## 系譜
『尊卑分脈』による。
- 父：藤原星雄
- 母：不詳
- 生母不詳の子女
  - 男子：藤原越
  - 男子：藤原貞
  - 男子：藤原道
  - 男子：藤原長
  - 男子：藤原会
  - 男子：藤原淵
  - 男子：尋真